# Paradelius chinensis
Paradelius chinensis är en stekelart som beskrevs av He och Chen 2000. Paradelius chinensis ingår i släktet Paradelius och familjen bracksteklar. Inga underarter finns listade i Catalogue of Life.